# Уэкслер, Ник
Самуэль Николас Уэкслер (англ. Samuel Nicholas Wechsler, род. 3 сентября 1978) — американский актёр, наиболее известный по своим ролям в телесериалах «Город пришельцев» (1999—2002) и «Месть» (2011—2015).
Уэкслер также снялся в сериале «Рыцари правосудия», который выходил в эфир в 1997—1998 годах. Также у него были гостевые роли во множестве сериалов, в том числе «Малкольм в центре внимания», «Вернуть из мёртвых», «Северный берег», «Детектив Раш», «Расследование Джордан», «Терминатор: Битва за будущее», «Обмани меня» и «В Филадельфии всегда солнечно».

## Фильмография

### Телевидение
| Год       | Название                                                          | Роль                 | Примечания                                      |
| --------- | ----------------------------------------------------------------- | -------------------- | ----------------------------------------------- |
| 1997      | Рыцари правосудия/ Team Knight Rider                              | Кевин «Трек» Сандерс | 22 эпизода                                      |
| 1999-2002 | Город пришельцев / Roswell                                        | Кайл Валенти         | 61 эпизод Номинация — Teen Choice Awards (2002) |
| 2003      | Малкольм в центре внимания / Malcolm in the Middle                | Donnie               | 1 эпизод                                        |
| 2004      | Вернуть из мёртвых / Tru Calling                                  | Марк Кэлвин          | 1 эпизод                                        |
| 2004      | Северный берег / North Shore                                      | Justin Silver        | 1 эпизод                                        |
| 2005      | Детектив Раш / Cold Case                                          | Manny                | 1 эпизод                                        |
| 2006      | Расследование Джордан / Crossing Jordan                           | Hooper               | 1 эпизод                                        |
| 2006      | / Vanished                                                        | Gabe Barnett         | 2 эпизода                                       |
| 2007-2008 | Without a Trace                                                   | Joe Guisti           | 3 эпизода                                       |
| 2007      | Терминатор: Битва за будущее / The Sarah Connor Chronicles        | Deputy Ridge         | 1 эпизод                                        |
| 2008      | Обмани меня / Lie to Me                                           | Luke                 | 1 эпизод                                        |
| 2009-2011 | В Филадельфии всегда солнечно / It’s Always Sunny in Philadelphia | Brad                 | 3 эпизода                                       |
| 2009      | / Past Life                                                       | Брайан               | 1 эпизод                                        |
| 2010      | Преследование / Chase                                             | Adam Rothschild      | 1 эпизод                                        |
| 2011-2015 | Месть / Revenge                                                   | Джек Портер          |                                                 |
| 2017-н.в  | Династия / Dynasty                                                | Мэтью Блэйздел       | 1 эпизод                                        |

### Фильмы
| Год  | Название     | Роль            | Примечания |
| ---- | ------------ | --------------- | ---------- |
| 1996 | Full Circle  | Mugger          |            |
| 1999 | Chicks, Man  | Ник             |            |
| 2000 | Perfect Game | State Umpire    |            |
| 2007 | Infamous     | Андре           |            |
| 2008 | Lie to Me    | Luke            |            |
| 2010 | 3B           | Carrey          |            |
| 2010 | Switchback   | Jonathan Weston |            |